# Шварц, Отто Карл Антон
Отто Карл Антон Шварц (нем. Otto Karl Anton Schwarz, 1900—1983) — немецкий ботаник.

## Биография
Отто Шварц родился 28 апреля 1900 года в Тюрингии в Германии. С 1919 по 1920 год учился в Йене, затем переехал в Берлин. В 1928 году Шварц опубликовал работу Analytische Studie über die Beziehungen der Phanerogamenflora von Arnhemsland (Nord-australien), посвящённую цветковым растениям полуострова Арнем-Ленд, за которую ему была присвоена степень доктора наук. С 1946 по 1970 год Отто Шварц был профессором ботаники и директором гербария Хаусскнехта. Отто Карл Антон Шварц умер 7 апреля 1983 года в Йене. Большая часть образцов растений, собранных Шварцем, хранится в гербарии Хаусскнехта Йенского университета.

## Растения, названные в честь О. Шварца
- Cotoneaster otto-schwarzii G.Klotz, 1975
- Gardenia schwarzii Puttock, 1997
- Hieracium schwarzii Zahn, 1936
- Quercus ×schwarzii A.Camus, 1939